# São Luís

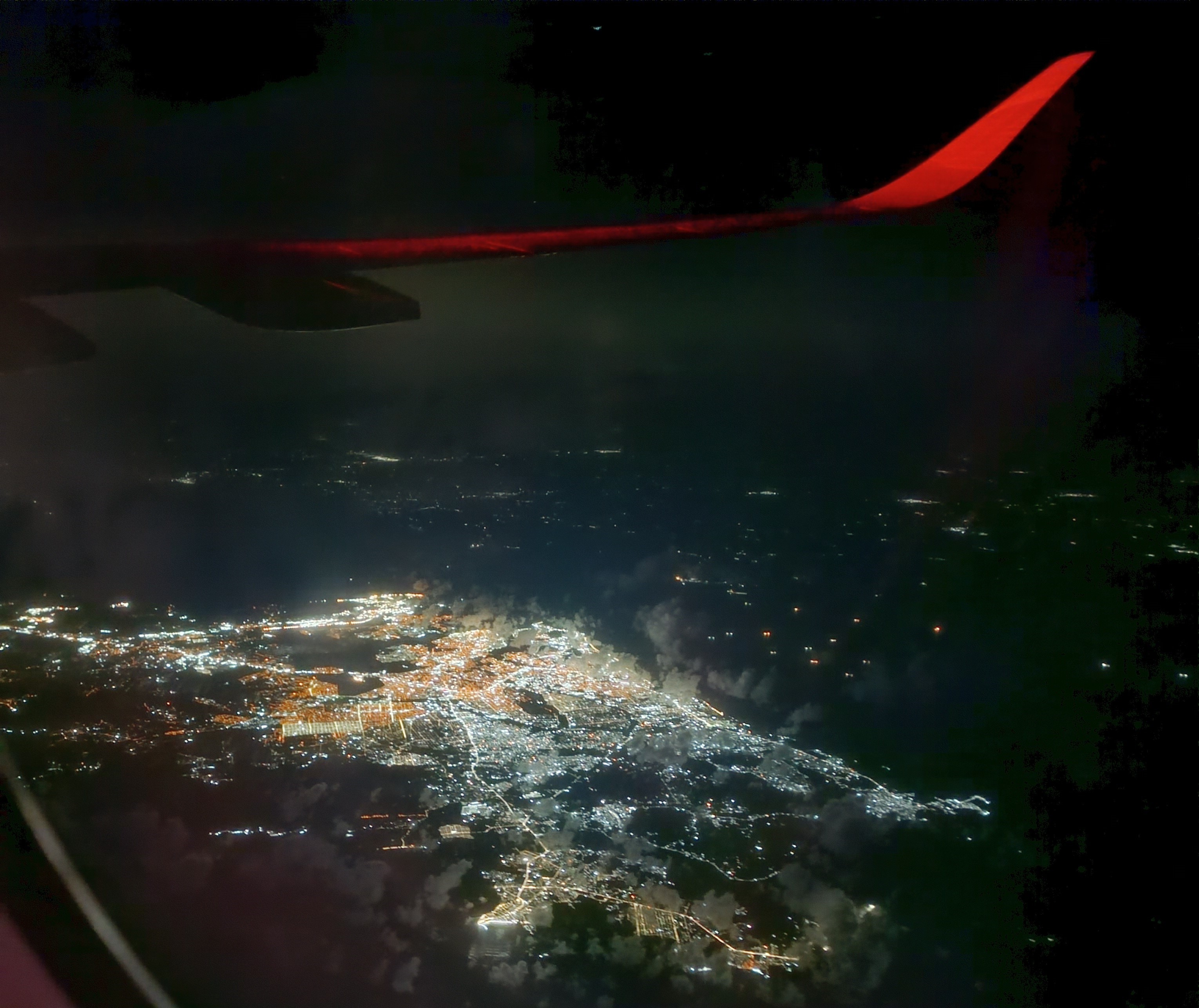
Vista aérea de São Luís.

São Luís o San Luis a menudo llamada São Luís do Maranhão, es una ciudad situada en el nordeste de Brasil y capital del Estado brasileño de Maranhão. Está localizada en la isla homónima en el Atlántico Sur, entre las bahías de São Marcos y São José de Ribamar. Upaon-Açu es la antigua denominación dada por los indios tupinambás, que allí habitaban, y es el nombre oficial, adoptado por la Constitución del estado de Maranhão, y que significa "Isla Grande". La población de São Luís es de 1 073 893 habitantes (estimación IBGE/2015). Es la única ciudad brasileña fundada por los franceses, en 1612 y es conocida como "la Atenas de Brasil" por sus numerosos poetas y artistas. El écuyer hugonote, Daniel de La Touche fue su fundador.

## Historia
La ciudad fue fundada como capital de la Francia Equinoccial, por el hidalgo francés Daniel de La Touche, conocido como el Señor de La Ravardière, el 8 de septiembre de 1612. El nombre Saint Louis, São Luís o San Luis se debe a un homenaje al soberano San Luis IX, rey de Francia.
Los franceses se aliaron a los indios en la resistencia contra los portugueses y, solamente 3 años después, el 4 de noviembre de 1615, retornó al dominio lusitano, bajo el mando de Jerônimo de Albuquerque que derrotó a los franceses en la batalla de Guaxenduba, convirtiéndose en el primer capitán de mar de Maranhão.
São Luís también estuvo bajo el control neerlandés en el período de 1641 al 1644. Solamente después de esos ataques, el gobierno colonial decidió fundar el Estado del Gran Pará y Maranhão. En esa época, la economía se basaba en la plantación y posterior exportación de caña de azúcar, cacao y tabaco. Conflictos entre las élites por motivos económicos llevarían a la revolución de Beckman, cuyo cabecilla Manuel fue ahorcado en 1686.
Por el año 1860, con la interrupción de la producción de algodón por los Estados Unidos, que enfrentaban en esa época la guerra de Secesión, el camino quedó abierto para Brasil para proveer de esa materia prima a Inglaterra. La producción de algodón creció y la ciudad se modernizó. Grande fue el flujo de europeos, principalmente religiosos, comprometidos con la educación de la población. Algunas obras fueron inauguradas, como las redes de agua y alcantarillado.
La ciudad llegó a ser, en la época, la tercera más populosa del país, detrás de Río de Janeiro y Salvador de Bahía. El comercio de algodón entró en decadencia a fines del siglo XIX y la ciudad comenzó a buscar otras maneras de mantenerse.
Según un estudio genético autosómico, la composición de la población de São Luís es la siguiente: contribución europea de 42%, contribución indígena de 39% y contribución africana de 19%.

## Geografía
Ubicada en la isla de Upaon-açu (isla grande, en tupi), São Luís tiene un relieve de baja altitud y pequeños ríos, como Anil, Bacanga, Tibiri, Paciencia, Cachorros. La Laguna de Jansen es un importante punto turístico. La isla está separada del continente por el Estrecho de los Mosquitos.
La isla de Upaon-açu se encuentra en medio del Golfão Maranhense, formado por un conjunto de bahías, como la Bahía de San Marcos (este) y Bahía de San José (oeste), y conocido por la gran amplitud de las mareas (hasta 7,2 metros). La desembocadura de los ríos maranhenses más importantes queda en él, como el río Itapecuru y el río Mearim. Los manglares son la principal vegetación de la región.
Otras islas también pertenecen al municipio, como: Tauá-Mirim, Tauá-Redondo, del Miedo, Dos Hermanas, de las Pombinhas, Guarapirá.
La cobertura vegetal original del municipio es una mezcla de bosque latifolio, babasús, vegetación de dunas, restinga y manglares. Se encuentran parques ambientales, entre los cuales el Parque Estatal del Bacanga, Área de Protección Ambiental de la Región del Maracaná, el Área de Protección Ambiental del Itapiracó y el Parque Estadual Sitio del Rangedor, entre otros, que guardan resquicios de vegetación de la Selva Amazónica.

### Acceso
Sobre el Estrecho de los Mosquitos están los puentes Marcelino Machado —dos puentes, uno en cada sentido—, el puente metálico Benedito Leite —Ferrocarril San Luis-Teresina—, dos puentes del Ferrocarril Carajás y el puente que sostiene la aductora del Italuís, que lleva agua del río Itapecuru a la ciudad.
La BR-135 es el único acceso por carretera a la ciudad. En 2018, la carretera fue duplicada en el Campo de Perizes, una planicie de campos inundados entre São Luís y Bacabeira.
Un sistema de transbordadores realiza la travesía San Luis-Alcántara, cruzando la Bahía de San Marcos, y acortando la distancia entre la capital y la Baixada Maranhense, transportando más de 1,8 millones de pasajeros al año.

## Composición étnica
La composición étnica de un lugar se debe a la combinación de diferentes grupos étnicos a lo largo de su historia. São Luís, como todo Brasil, tiene su origen étnico formado por tres grandes grupos, que son los europeos, los indígenas y los africanos. Todavía hay una inmigración más reciente, que trajo personas de Asia, Medio Oriente, el resto de América del Sur y europeos de varios países.

### Indígena
Antes de la llegada de los europeos en la América se estimaba que había entre 10 y 12 mil indígenas en la isla de Upaon-Açu, actualmente isla de São Luís, que comprende, además de São Luís, los municipios de Raposa, São José de Ribamar y Paço do Lumiar. Al inicio de la colonización, existían 27 pueblos indígenas ubicados en toda la isla, cuyo grupo principal son los indios Tupinambás, que son los que hablaban alguna variante de la lengua tupi.

### Africanos
La principal mano de obra esclava en São Luís, así como en todo Brasil, fueron los africanos, desde el inicio de la colonización en el siglo XVI hasta la abolición con la Ley Áurea en 1888. Comenzaron a llegar en masa al estado de Maranhão desde mediados del siglo XVIII, principalmente de los siguientes países africanos: Costa da Mina (actuales territorios de Ghana, Togo, Benín y Nigeria), Angola, del antiguo Reino de Dahome (actual República de Benín) y Guinea-Bissau. Los esclavos trajeron su cultura con ellos, lo que impactó la formación de la cultura de São Luís, como la práctica de la capoeira, y algunas prácticas religiosas. Un ejemplo de religiosidad africana en São Luís es la Casa das Minas, un templo de Tambor de Mina que todavía existe en el centro histórico de São Luís, y es un ejemplo importante de la cultura africana, con celebraciones y festivales como el bumba-meu-boi.

### Europeos
Como las ocupaciones francesas y holandesas fueron rápidas, en São Luís el predominio es de la cultura portuguesa en la región, siendo muy notoria en la arquitectura del centro histórico, con presencia de azulejos portugueses. También hay una influencia en el idioma, ya que el portugués de São Luís es considerado uno de los mejores de Brasil, principalmente por su conjugación verbal y pronominal fiel a la norma culta.

### Inmigrantes
A partir de mediados del siglo XIX, hubo una gran ola migratoria en todo el país, y consecuentemente también ocurrieron inmigraciones a São Luís. Un gran contingente de inmigrantes fue el de los sirios libaneses en São Luís, que huían de la persecución de los turcos otomanos, llegaron en busca de nuevas oportunidades de vida, encontraron en el comercio un medio de supervivencia y hoy están muy presentes en ese entorno.

## Clima
El clima de São Luís es tropical, cálido y semi-húmedo, con una temperatura mínima de 22° a 24° la mayor parte del año y máxima de 30° a 34°. Tiene dos estaciones distintas: la estación seca, de julio a diciembre, y la estación lluviosa, de enero a junio. La media pluviométrica es de 2200 mm.

## Fauna e Flora
La ciudad de São Luís está ubicada en la región de transición de dos floras distintas: la flora amazónica y la flora del noreste. Debido a esta posición, la flora y la fauna son muy diversas y, en particular São Luis, tiene peculiaridades propias de las regiones costeras. La vegetación tiene una conexión directa con la presencia de animales y está formada por una mezcla de bosque latifoliado, babasú, vegetación de dunas, banco de arena y manglar.
Debido a la creciente urbanización de las zonas costeras de la ciudad, se produce una contracción de los ecosistemas que allí se establecen y una degradación cada vez más constante y exponencial de la fauna y flora local. Los manglares son una fuente de vida y de gran importancia en la capital, pero aún están siendo destruidos cada vez más. En São Luís la preservación de uno de los únicos fragmentos de bosque pre-amazónico de manera conservadora, que incluye los manglares, es el Parque del Estado de Bacanga, que presenta algunas especies de plantas típicas como Angelim, la embaúba, buriti y babasú, y también animales como el perezoso, cotias y diversas especies de aves como el pájaro carpintero amarillo, maracanã-do-buriti y especialmente el Guarás (Eudocimus ruber), que puede ser considerada una de las aves más hermosas de nuestro país y es uno de los maravillosos regalos de las Islas de São Luís.

## Región metropolitana
La Región Metropolitana de la Gran São Luís, también conocida como Gran São Luís, está compuesta por los municipios de San José de Ribamar, Raposa, Paço do Lumiar, Alcántara, Bacabeira, Rosario, Santa Rita, Icatu, Morros, Presidente Juscelino, Axixá, Cascada Grande y São Luís, situados en el estado brasileño de Maranhão. Juntos, ten una población de 1.621.102 habitantes.

## Economía

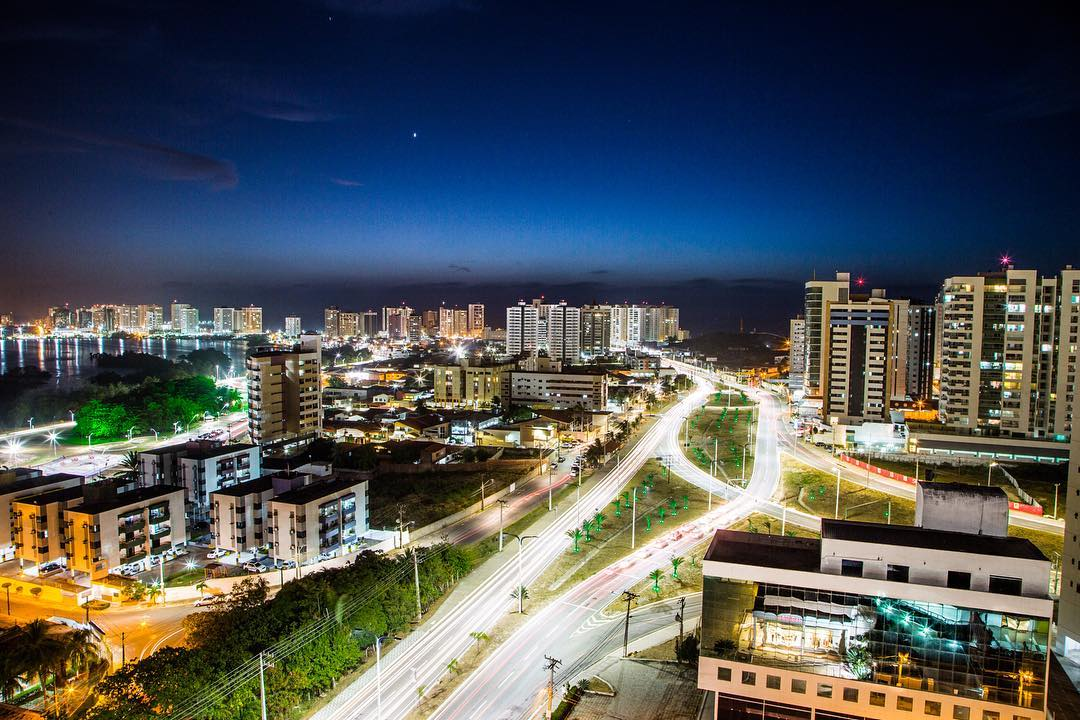
Imagen nocturna de San Luis.

El complejo portuario de Maranhão, en la ciudad de São Luís, en la Bahía de San Marcos, está constituido por el Puerto del Itaqui, Terminal de Ponta da Madeira y el Puerto de Alumar, considerados estratégicos por la ubicación próxima de los mercados de Europa, América del Norte y del Canal de Panamá (por donde es posible alcanzar más rápidamente los países de Asia), profundidad (hasta 23 metros), acceso ferroviario e infraestructura.
A estos puertos se dirige el Ferrocarril Carajás, que además de transportar mineral de hierro de la Sierra de los Carajás (Pará), soja, combustibles, entre otros productos, también realiza el transporte de pasajeros entre São Luís y las ciudades de Marabá y Parauapebas, en Pará. Hay una conexión con el Ferrocarril Norte-Sur, en el municipio de Açailândia (MA), que posibilita el transporte de la cosecha agrícola del centro del país.
El ferrocarril San Luis-Teresina transporta combustibles, cemento, gusa y contenedores, habiendo conexión con el Ferrocarril Teresina-Fortaleza, posibilitando la interconexión entre los puertos de Itaqui (MA), Pecém (CE) y Mucuripe (CE).
En São Luís, hay la Alumar, una industria de transformación de aluminio en alúmina; la Vale, con una planta de peletización; la Usina Termeléctrica Puerto del Itaqui, que es movida a carbón mineral.

## Educación
Las principales instituciones educativas en São Luís son la Universidade Federal do Maranhão (UFMA), la Universidade Estadual do Maranhão (UEMA), el Instituto Estadual de Educação, Ciência e Tecnologia do Maranhão (IEMA) y el Instituto Federal do Maranhão (IFMA).

## Cultura y Turismo

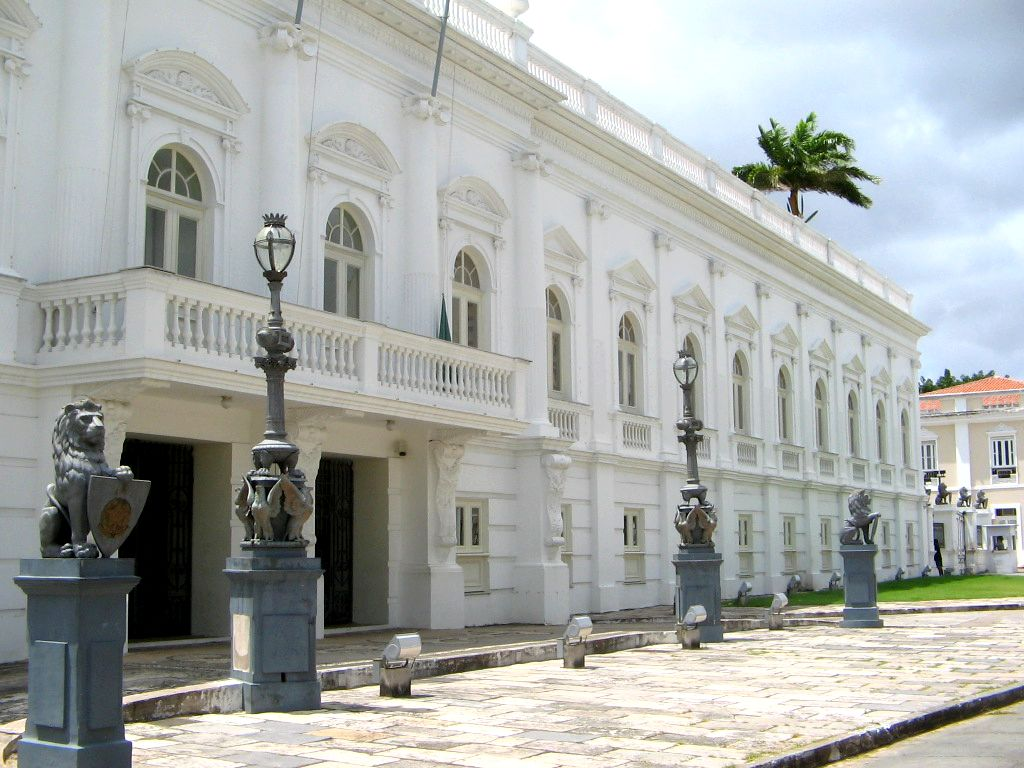
Palacio de los Leones, sede del gobierno del estado.

São Luís es la tierra del Bumba-Meu-Boi, fiesta de tradición afro-indígena que aflora en la ciudad en las fiestas del mes de junio (Festas Juninas). El conjunto de estas diferentes prácticas religiosas hacen del Bumba-Meu-Boi una fiesta única y esencial para la construcción de la identidad cultural de la ciudad de São Luís, ya que desde esta es posible abordar aspectos sociales, teatrales, históricos y artísticos. Además de eso, posee el "Tambor de Crioula" y o "Cacuriá". El "Tambor de Mina" es una religión afro-brasileira de Maranhão e Pará, y la Casa Grande das Minas Jeje - fundada por esclavas a mediados del siglo XIX - es su terreno más importante (Querebentã de Zomadonu).
La ciudad también es llamada «la Atenas brasileña» por la gran cantidad de escritores y poetas del siglo XIX (Aluisio Azevedo, Graça Aranha, Gonçalves Dias, Coelho Neto, etc). La literatura de Maranhão, en general, tiene sus primeros registros cuando los sacerdotes capuchinos franceses llegaron por primera vez al estado, a principios del siglo XVII, y escribieron una serie de impresiones sobre el viaje y sobre el lugar. Sin embargo, la producción literaria sólo cobró fuerza a finales del siglo XVIII, durante la Edad de Oro de la Economía Maranhense, que estuvo acompañada de una enorme efervescencia cultural. Es considerada la localidad con el portugués mejor hablado de Brasil, teniendo en cuenta que la primera gramática del país fue creada y editada en São Luís, por Sotero dos Reis. También es denominada la "Jamaica Brasileira" por ser la ciudad con mayor número de adeptos a la música reggae de Brasil, y que ten el segundo Museo de Reggae en el mundo (después de Jamaica). 

### Carnaval
El carnaval de la capital de Maranhão es marcado por mucha juerga, cultura y diversidad, atrayendo cada vez más juerguistas. Apareció en el siglo XVIII, con el juego denominado Entrudo, y paulatinamente las manifestaciones del carnaval de calle fueron ampliando con otros juegos cada vez más divertidos, como los cordones (movimiento que los juerguitas hacen que se parece a una cuerda) y el tambor de crioulla. Con el paso de los años, los cordones se hicieron más presentes en las manifestaciones carnavalescas de los juerguistas, los cuales celebraban con el uso de máscaras y juegos conocidos como la chegança y la caninha verde. Algunos de los cordones conocidos eran los cordones de dominó, fofão o de oso, en las que la gente formaba un gran cordón, usando hermosos trajes y bailando al ritmo de las canciones típicas de carnaval, conocidas como marchinhas.
Actualmente, existen bloques tradicionales formados por juerguistas que organizan desde los ensayos y producción de disfraces hasta el desfile. Son conocidos por su percusión y musicalidad, y disfraces coloridos y exuberantes. Estos bloques generalmente representan un tema específico elegido por ellos. Es una manifestación tradicional de São Luís, así como el desfile en la pasarela de las Escuelas de Samba, con sus hermosos coches alegóricos y el desfile de las Escuelas Campeonas que atrae a juerguistas de diferentes regiones para celebrar y ver el desfile.
Un personaje popular que se destaca en el carnaval de Maranhão es el fofão. Su fantasía tiene como característica principal la máscara que es hecha a mano con un material compuesto de pegamento y papel, llamado papel maché. Esta máscara generalmente se pinta a mano y es parte de la fantasía de los juerguistas. Su característica llamativa es la estética considerada aterradora, pero divertida.

### Patrimonio cultural

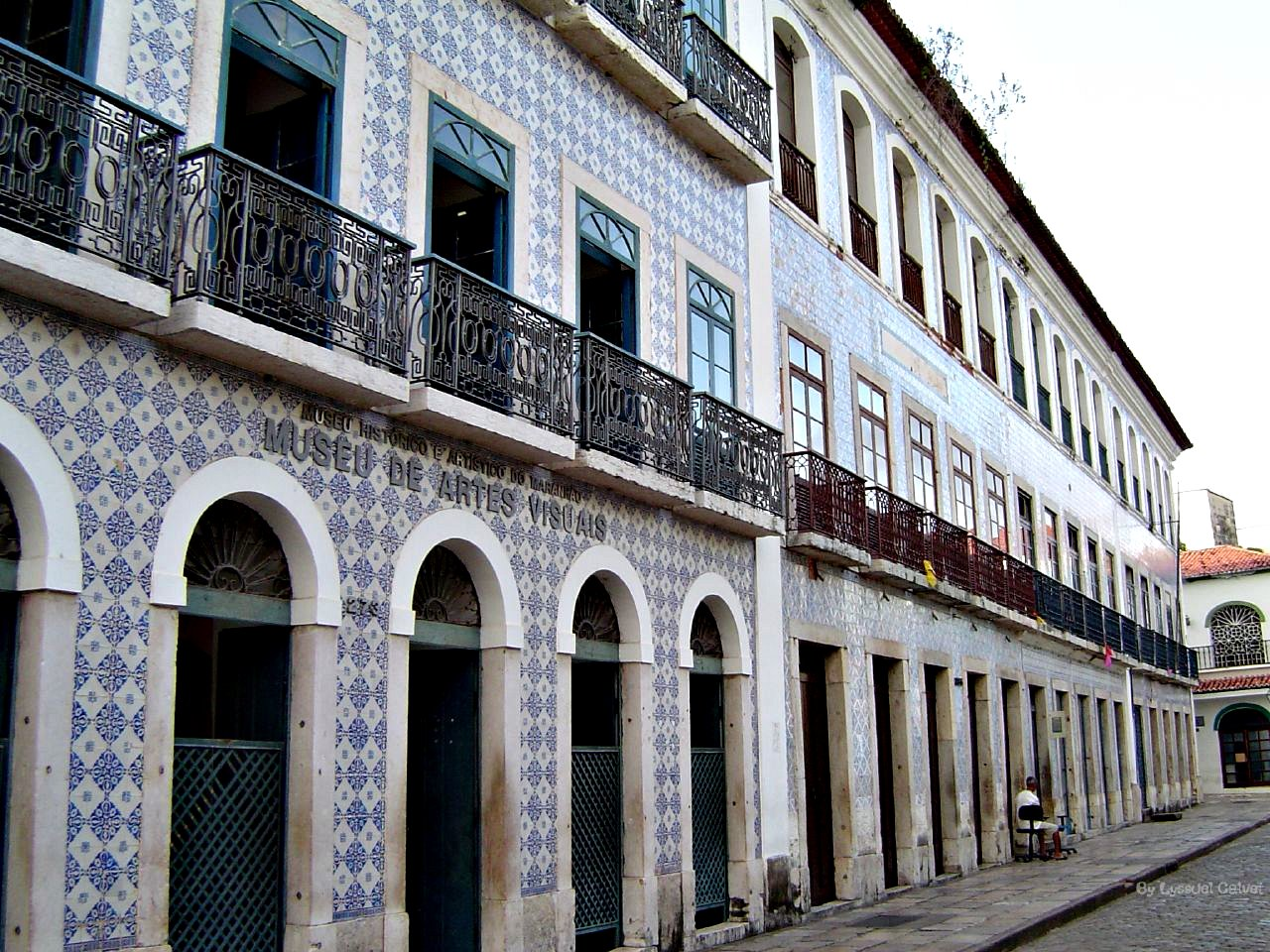
Azulejos portugueses típicos de las casas del centro histórico de San Luis.

La ciudad fue escogida por la Unesco como Patrimonio Cultural de la Humanidad, en 1997. Posee una arquitectura colonial de cerca de 3500 edificios, distribuidos por más de 280 hectáreas de centro histórico, siendo gran parte de los sobradões con balcones, muchos revestidos con preciosos azulejos portugueses. Varios edificios fueron restaurados: la Prefectura Municipal, por ejemplo, funciona en el Palacio La Ravardière, construido en 1689. Los azulejos portugueses comenzaron a llegar a la capital de Maranhão en el período colonial, alrededor del siglo XVIII, enriqueciendo la estética de las casas y edificios comerciales. Es posible encontrar azulejos en casas antiguas, decoraciones interiores de casas e iglesias en el centro de la ciudad. Estas baldosas tienen diferencias entre ellas, tanto en forma y dimensiones, como en el diseño y técnicas de fabricación. Buena parte de ellos tiene como base estructural figuras aisladas o agrupadas, separando un cuadrado en rectángulos, triángulos o círculos; además, presentan métodos decorativos renacentistas y manieristas, y algunas composiciones son el resultado de la unión de cuatro piezas simétricas, o incluso dos, ya que pocas tienen adornos independientes.La formación de los mosaicos es diversa, conteniendo imágenes de todo tipo, desde los estampados más vibrantes hasta los más discretos. Encantan las fachadas de los edificios de la ciudad, algunas de ellas artesanales, con decoraciones realizadas a brocha sobre la superficie recubierta de esmalte y otras producidas en industrias, que pueden presentar transparencia, brillo, opacidad, mate o color atractivo.
Al hablar de Patrimônio se puede añandir la producción arquitectónica contemporánea, que a partir del siglo XX, cambió de una vez por todos los panoramas de la capital, incorporando nuevos edificios verticales con proyectos que dan un aire de modernidad a la ciudad. Todas las propiedades en el área catalogada están bajo protección federal, desde las de arquitectura portuguesa-brasileña de los siglos XVIII y XIX hasta propiedades de otros estilos arquitectónicos (moderno, art deco, entre otros), que se encuentran en el área catalogada.

#### Características arquitectónicas
La arquitectura religiosa en el estado que se produjo entre la segunda mitad del siglo XVII y principios del XX fue influenciada por estilos europeos como: barroco, neoclásico, rococó y neogótico. Sin embargo, en la segunda mitad del siglo XX, surgieron características arquitectónicas brasileñas contemporáneas en las iglesias. Con el tiempo, varios edificios religiosos se han deteriorado, algunos han sido demolidos y otros han cambiado de estructura tras sucesivas renovaciones.
Como resultado, varias iglesias han modificado sus estilos y técnicas decorativas, dificultando la interpretación arquitectónica. La Iglesia de la Sé se caracteriza por el estilo neoclásico, pero su altar mayor tiene características del barroco, siendo catalogado por IPHAN.
El tipo arquitectónico presente en el siglo XVII, en las casas de barro y madera que definían las construcciones civiles era muy diferente a las correspondientes a los siglos XVIII y XIX, ya que estas contemplaban construcciones más solidificadas, trabajadas en mampostería de piedra y argamasa con aceite de pescado, mampostería de líos y cerrajeros.

### Puntos Turísticos
En relación con los puntos turísticos, están la Cafuá das Mercês (Museo del Negro), el Museo de Arte Sacra, el Solar São Luís (Museo Histórico y Artístico), el Convento de las Mercedes, el Palacio de los Leones (sede del Gobierno Estatal), el Fuente de Ribeirão, el Centro de Investigación de Historia Natural y Arqueología de Maranhão, Casa del Tambor de Crioula, el Museo de Artes Visuales, Museo del Reggae de Maranhão y el Teatro Arthur Azevedo.

### Gastronomía
El arte culinario de la ciudad brasileña de São Luís se presenta como una combinación de sabores exuberantes, únicos e inigualables. En la alimentación diaria são-luisense, el consumo de pescado es muy común, teniendo como ejemplo: merluza, pescado de piedra, pez sierra, uritinga, sardina, piaba, bagre, curimatá, cascudo, traíra, jeju,  entre otros, que se utilizan para elaborar platos como Pez escabeche y Pescada maranhense. Los mariscos también son muy populares en la región, como: sururu, camarón y cangrejo, que forman parte de deliciosas recetas como: Camarón ensopado, Caldeirada de camarón, Sururu al leche de coco, Tarta de sururu, Patinha de cangrejo y cangrejada.
Los alimentos dejados por los indígenas como legado también tienen una fuerte presencia en la cocina de São Luís y no pueden faltar en la mesa, como: beiju, tiquira y bagre con caju. La influencia portuguesa introducida en el municipio está marcada por una gran variedad de platos cocinados, como sopas, carnes y guisos. Entre estos alimentos, cabe mencionar el arroz, que por su disponibilidad y diversas posibilidades de producción, es indispensable en platos típicos de la región, como: arroz-de-cuxá, baião de dois, arroz de jaçanã, arroz de toucinho, arroz de marisco, arroz de cangrejo e arroz de camarón. Los condimentos y una mezcla de olores y sabores están presentes en los platos de la gastronomía local, dando peculiaridad a las recetas y complaciendo así a todos los paladares, tomando como ejemplo: el comino en polvo, colorante de achiote, laurel, aroma verde, aceite de coco de babasú, leche de coco, pimiento dulce, tomates, cebollas, pimientos y ajo.
También hay una gran diversidad de jugos con frutas típicas, como: cupuaçu, bacuri, graviola, buriti, mango, naranja y cajá. Además, las bebidas ludovicense añaden un toque especial al menú y también son muy apreciadas, como el vino de juçara, extraído del fruto de una palmera autóctona de São Luís - la juçareira, consumida con harina de agua, harina seca con azúcar, o con harina y camarones secos; como las cachaças templadas, como Tiquira, bebida creada por los indios Maranhão y elaborada mediante la destilación de mandioca y la adición de hojas de mandarina; como el Guaraná Jesús, destacado por el mérito de haber sido creado por un nativo de Maranhão, por su sabor distintivo y por ser muy popular en el estado; como las cervezas, muy apreciadas por su sabor y frescura, se destacan la Magnífica, bebida a base de yuca, que se produce y vende exclusivamente en el estado, generando una fuente de ingresos y empleo para los agricultores de la región.

### Playas

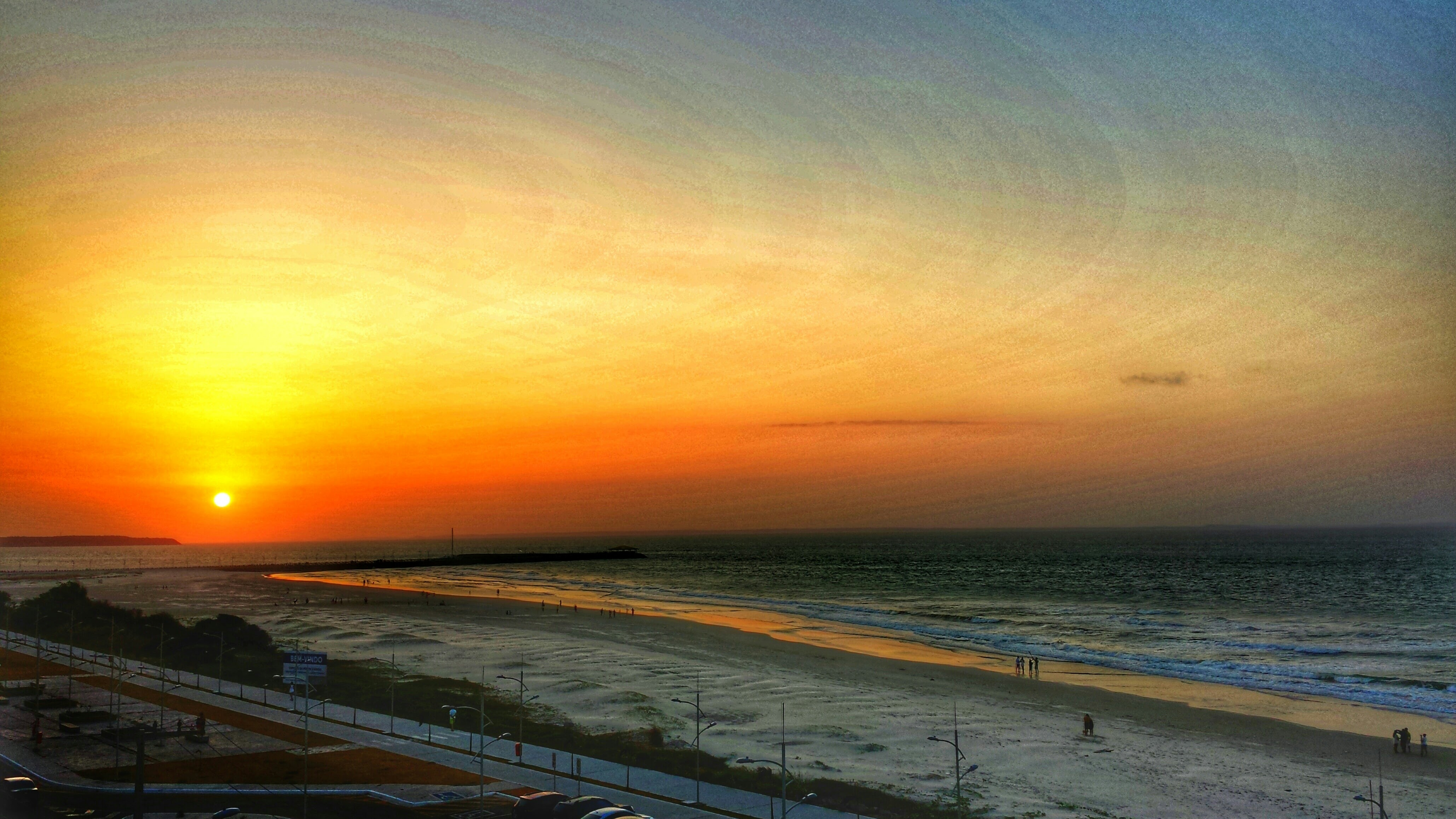
Puesta del Sol en Espigão Costeiro.

Las playas son puntos turísticos importantes de la ciudad y con varias cualidades como la variedad de establecimientos, actividades de ocio en la arena, vistas al sol y varias otras. 
Posee varias playas para baño, las comprendidas en la Av. Litoranea (São Marcos, Caolho y Calhau), la península da Ponta D'Areia (Zona hotelera) y las que tienen acceso por avenidas paralelas (Olho d'Água, Praia do Meio y Araçagi).
A pocos km de la ciudad se puede visitar la Praia da Raposa (25 km) conocida por la pesca y artesanado local y São José de Ribamar (30 km), muy conocida por sus fiestas religiosas.
El Espigão Costeiro da Ponta da Areia  es un muelle, construido para contener la erosión de la playa, pero que se ha convertido en un importante punto turístico, en especial para ver la puesta del sol.
La Playa do Calhau acompaña toda la Avenida Costera, siendo una de las playas más famosas y frecuentadas. Es un lugar excepcional para quienes buscan divertirse y practicar actividades deportivas en la arena. La organización y variedad de opciones la convierten en un gran lugar para pasar el día. La Playa de São Marcos es un punto de encuentro de la juventud de la ciudad, cuenta con una buena estructura de bares y quioscos, y también es una playa que practica Kitesurf. Además, esta playa tiene un hermoso paisaje rodeado de dunas y ruinas del Fuerte de São Marcos . Otra atracción para el turista es  Playa de la Arena que es la más visitada de todas debido al fácil acceso, estando ubicada a cerca de 4 km del centro. Además de permitir una óptima vista de la ciudad vieja, el lugar posee un por del sol magnífico y se el objetivo es disfrutar de esa belleza, ese es el lugar.
| Predecesor: Quito | Capital Americana de la Cultura 2012 | Sucesor: Barranquilla |

## Curiosidades Históricas

### El proceso de las hormigas
En 1706, sucedió un hecho muy peculiar e inesperado: las hormigas de Maranhão fueron casi procesadas. ¡Sí! ¡Casi procesadas y llevadas a juicio! Este episodio ocurrió entre los religiosos de la Provincia y la sociedad de las hormigas, pero el hecho se dio a conocer a través del sacerdote Manuel Bernardes, quien se inspiró para escribir y publicar el libro Nova Floresta que narra el caso que aún hoy suscita dudas sobre si realmente sucedió como lo describió el religioso, pues en esa época se informó que todo fue solo fruto de su imaginación. Pero hay quienes dicen que sí sucedió, pues hay fragmentos y documentos en el Instituto Histórico y Geográfico de Brasil. En esa época, las hormigas fueron imputadas por el delito de hurto, ya que “robaron” harina del depósito de los religiosos que se refugiaban en el seminario y por el delito de daño al patrimonio de Maranhão, ya que cavaron túneles bajo el refugio, poniendo en riesgo la vida de los religiosos. En Brasil y América del sureste caso fue considerado exótico y único.

### Tragedia Marina
Una historia intrigante que permanece en la mente de la gente hasta hoy es la del barco Maria Celeste. Era un pequeño carguero, propiedad de la Compañía de Navegación São Paulo, y fue construido en 1944.  El 16 de marzo de 1954, el barco tenía más de 700 toneladas de bidones con combustible y se encontraba en una operación de descarga en São Luís. Se informó en los periódicos que el incendio se inició cuando uno de los cilindros de gasolina fue alcanzado por una chispa provocada por un barril de una grúa rota. Otra versión dice que todo comenzó debido a una falla eléctrica. Según algunos estibadores, la chispa habría alcanzado la gasolina ya derramada en una alvarenga, extendiéndose al resto de la embarcación. El barco continuó ardiendo durante unos 3 días seguidos, hasta que sus restos se hundieron el 19 de marzo. Desafortunadamente, el accidente tuvo un total de 16 muertos, 12 de los cuales fueron estibadores y 4 tripulantes.